# Пахомий (ученик Корнилия)
Пахомий (конец XVII века ― начало XVIII века) ― старообрядец-инок, ученик и келейник инока Корнилия на Выге, вместе с которым подвизался в Олонецких пределах. Написал «Житие» своего учителя, которое впоследствии переработал Трифон Петров. Пересказ жития, написанного Пахомием, помещен у Максимова в «Рассказах из истории старообрядчества».